# ベター・イン・タイム
「ベター・イン・タイム」（Better in Time）は、 イギリスの歌手レオナ・ルイスのデビュー・アルバム『スピリット』のためにJR・ローテム、アンドレア・マーティンによって製作され、またローテムがプロデュースした楽曲。この楽曲はアルバムの4曲目に収録されており（US盤では2曲目）、イギリスでは2008年3月に「フットプリンツ・イン・ザ・サンド」との両A面シングル扱いでアルバムからのサード・シングルとしてリリースされた。その後、世界ではレオナの特大ヒット曲「ブリーディング・ラヴ」に続く、アルバムからのセカンド・シングルとしてリリースされている。
このシングルはイギリスで2008年3月9日にデジタル・ダウンロードでリリースされ、翌3月10日にはチャリティ・イベント「Sports Relief」のためのチャリティ・シングルCDが発売された。またこの楽曲は、シングルリリースのために新たにリミックスが施されている。
この楽曲は、オーストラリア、ヨーロッパ各国、レオナの母国イギリス、アメリカ合衆国のPop 100チャートのほかメインストリーム・チャートなどでトップ10入りのヒットとなっている。

## 評価
アルバムのレビューのなかでコリア・タイムズは、「ベター・イン・タイム」について"アルバムの中のベスト・トラックのひとつで、レオナの力強いヴォーカルと印象的なピアノ・サウンドが上手く調和している"と批評した。ウェブサイトDigital Spyは、この楽曲を"穏やかな情事"と表現し、軽く響くピアノの音とドスンと落ちるようなR&Bグルーヴはレオナのクリームの様な柔らかなヴォーカル・スタイルは別として、落ち着かず、あまり心地よいものではないとあまり好意的ではない評価を下した。ローリング・ストーン誌はこのシングルに星を3つ付け、レオナの"バター・スムースな声"はこの歌詞と共に多くのドラマを届けるだろうと批評した。
アメリカ合衆国でのアルバムリリース後にレビューしたビルボード誌は、フック部分を1度聴いただけで、エレガントに順調に進行していくメロディーと傷ついた心の治癒についての歌詞、レオナの疑いなく多芸多才な感情表現をする声そのどれもが前作「ブリーディング・ラヴ」にひけを取らない、同等の品質であると表明した。

## チャート成績
「ベター・イン・タイム」/「フットプリンツ・イン・ザ・サンド」は、2008年2月24日付のイギリス・シングルチャートに74位で初登場した。 3週間前にはチャリティー・リリースされているが翌週にはチャート圏外まで落ちている。「ベター・イン・タイム」は、同チャートに37位で初登場し、最高位は23位を記録している。一方チャリティー・シングルとしてリリースされた両A面シングルの方は順位を21あげ一時UKシングルチャート最高位2位まで上昇。40,476ユニットを売り上げ、この週第1位を維持したダフィーのマーシーとの差は僅か302ユニットであった。
オーストラリアでは、「ベター・イン・タイム」はダウンロードセールスにより32位に初登場。2週目には21位までかけのぼりその週の"バレット・パフォーマーズ"の一人とされた。3週目には、11ランクアップし10位まで上昇。これにより、「ベター・イン・タイム」はレオナにとってオーストラリアチャート2曲目のトップ10入りシングルとなった。オーストラリアチャートでの最終的な最高位は6位で、2008年5月25日付から6月1日付までの2週間この順位を維持している。ニュージーランドのRIANZチャートでは、2008年3月17日付のチャートに34位で初登場し、最終的には5週かけ9位までかけのぼりその翌週には6位まで上昇、これが最高位となった。ニュージーランドでは、彼女にとって2曲目のトップ10入りのヒットとなった。また、RIANZよりゴールドに認定された。
「ベター・イン・タイム」はヨーロッパでも成功を収めており、European Hot 100チャートでは最高位3位を記録している。
2008年4月には、「ベター・イン・タイム」はアルバム『スピリット』のアメリカ合衆国でのリリース前週に北アメリカでリリースされた。アルバムリリース前のデジタル・ダウンロードが蓄積されたことにより、ビルボードの展開するHot 100の構成チャートHot Digital Songsチャートには24位で初登場し、それにより2008年4月26日付の総合シングルチャートBillboard Hot 100には62位で初登場した。この週、ビルボードの展開するPop 100チャートでは45位を記録している。公式リリース後には、Billboard Hot 100にて75位まで順位を落とすも、同週Pop 100チャートでは1ランクアップの44位に順位を上げた。翌週には、61位まで順位をあげ、最終的には同チャートで最高位11位を記録した。Pop 100チャートでは最高位6位を記録している。Pop 100 AirplayチャートとMainstream Top 40チャートではトップ5入りのヒットとなった。

## ミュージック・ビデオ
この楽曲のミュージック・ビデオは、ロンドンのハンプトン・コート・ハウススクールにて撮影され、ビデオ監督はソフィー・ミュラーが担当した。

## 規格と収録曲
イギリス/オーストラリア CD1
1. ベター・イン・タイム(Single Mix) （ジョナサン・ローテム、アンドレア・マーティン） - 3:54
2. フットプリンツ・イン・ザ・サンド(Single Mix) （リチャード・ペイジ、ペールイ・マグナッソン、David Kreuger、サイモン・カウェル） - 3:58
3. ユー・ブリング・ミー・ダウン（サラーム・レミ、タジ・ジャクソン、レオナ・ルイス） - 3:54

オーストラリア CD2
1. ベター・イン・タイム(Single Mix) - 3:54
2. フットプリンツ・イン・ザ・サンド - 4:08
3. ブリーディング・ラヴ(Moto Blanco remix radio edit) - 3:43
4. ベター・イン・タイム（ビデオ）

備考: オーストラリア CD2は2008年7月5日リリースで、オーストラリア CD1はその約3ヶ月前2008年4月19日リリース
アメリカ合衆国 プロモ・CDシングル
1. ベター・イン・タイム（アルバム・ヴァージョン） - 3:54
2. ベター・イン・タイム(U.K. ヴァージョン) AKA "single mix" - 3:55
3. コール・アウト・フック（ジョナサン・ローテム、アンドレア・マーティン） - 0:10

日本 デジタル・シングル
1. ベター・イン・タイム(Single Mix) - 3:55
2. フットプリンツ・イン・ザ・サンド(Single Mix) - 3:56
3. ユー・ブリング・ミー・ダウン - 3:54

## リリース日一覧
| 国/地域            | リリース日    | レーベル    | 規格                               |
| ------------------ | ------------- | ----------- | ---------------------------------- |
| アイルランド共和国 | 2008年3月7日  | Syco Music  | CDシングル、デジタル・ダウンロード |
| イギリス           | 2008年3月9日  | Syco Music  | デジタル・ダウンロード             |
| イギリス           | 2008年3月10日 | Syco Music  | CDシングル                         |
| オーストラリア     | 2008年4月19日 | ソニーBMG   | CDシングル、デジタル・ダウンロード |
| ヨーロッパ         | 2008年5月12日 | ソニーBMG   | CDシングル、デジタル・ダウンロード |
| アメリカ合衆国     | 2008年7月15日 | J・レコード | CDシングル、デジタル・ダウンロード |
| 日本               | 2008年7月23日 | BMG JAPAN   | デジタル・ダウンロード             |

## チャート

### ベター・イン・タイム / フットプリンツ・イン・ザ・サンド
| チャート（2008年）         | 最高 順位 |
| -------------------------- | --------- |
| イギリス・シングルチャート | 2         |
| European Hot 100 Singles   | 8         |

### ベター・イン・タイム
| チャート（2008年）                             | 最高 順位 |
| ---------------------------------------------- | --------- |
| オーストラリア・ARIAシングルチャート           | 6         |
| オーストリア・シングルチャート                 | 3         |
| ベルギー・シングルチャート                     | 12        |
| カナダ・Canadian Hot 100                       | 9         |
| デンマーク・シングルチャート                   | 3         |
| オランダ・トップ40                             | 13        |
| ヨーロッパ・European Hot 100                   | 3         |
| フィンランド・シングルチャート                 | 13        |
| ドイツ・シングルチャート                       | 2         |
| ハンガリー・エアプレイチャート                 | 10        |
| アイルランド・シングルチャート                 | 4         |
| イタリア・シングルチャート                     | 3         |
| イスラエル・シングルチャート                   | 7         |
| ニュージーランド・RIANZシングルチャート        | 6         |
| ノルウェー・シングルチャート                   | 19        |
| ルーマニア・トップ100                          | 6         |
| ポーランド・ナショナル・トップ50               | 1         |
| スウェーデン・シングルチャート                 | 5         |
| スイス・シングルチャート                       | 5         |
| アメリカ合衆国 ビルボードHot 100               | 11        |
| アメリカ合衆国 ビルボードPop 100               | 4         |
| アメリカ合衆国 ビルボードMainstream Top 40     | 3         |
| アメリカ合衆国 ビルボードHot R&B/Hip-Hop Songs | 99        |